# Helene de Wurtemberg
Helene de Wurtemberg (en allemand : Helene Herzogin von Württemberg), duchesse de Wurtemberg, née le 29 juin 1929 à Stuttgart (Allemagne) et morte le 22 avril 2021 à Altshausen, Allemagne, est un membre de la maison de Wurtemberg, devenue par mariage, en 1961, membre de la maison Pallavicini.

## Biographie

### Famille
Helene de Wurtemberg (Helene Maria Christine Rosa Margarethe Albertine Philippine Amélie Therese Josepha Antonia Alix Petrine Paula Pia Herzogin von Württemberg), née le 29 juin 1929 à Stuttgart, en Allemagne, est la fille aînée et la première des six enfants du duc Philippe Albert de Wurtemberg (1893-1975), chef de la maison de Wurtemberg, et de sa seconde épouse l'archiduchesse Rose-Marie de Habsbourg-Toscane (1906-1983).
Par son père, elle est la petite-fille du duc Albert de Wurtemberg, dernier prince héritier de Wurtemberg, et de l'archiduchesse Marguerite de Habsbourg-Lorraine ; par sa mère, elle est la petite-fille de l'archiduc Pierre-Ferdinand de Habsbourg-Toscane, grand-duc de Toscane, et de la princesse Marie-Christine de Bourbon-Siciles. Sa sœur cadette, la duchesse Marie-Thérèse de Wurtemberg, se marie en 1957 avec Henri d'Orléans, héritier du trône de France (dont elle divorce en 1984), et son frère, le duc Charles de Wurtemberg, est, de 1975 à 2022, prétendant au trône de Wurtemberg.
Après l'arrivée au pouvoir d'Hitler en Allemagne, sa famille est contrainte de quitter Stuttgart en 1934 pour s'installer dans la banlieue de Berlin en raison de l'hostilité des dirigeants nazis à l'égard des anciennes dynasties allemandes.

### Mariage et descendance
Le 22 août 1961, elle épouse civilement à Altshausen, et religieusement le lendemain au château de Friedrichshafen, Federico marquis Pallavicini, né à Budapest le 23 décembre 1924, époux divorcé (en 1949) de la comtesse Marie Kinsky (1924-1960), fils d'Alfons marquis Pallavicini (1883-1958) et de Maria comtesse von Wenckheim (1898-1977).
Le couple a quatre enfants et cinq petits-enfants,, :
- Maria-Christina marquise Pallavicini (née à Salzbourg le 4 janvier 1963), épouse en 1995 (divorcés) Jens Bartram (né en 1962), dont deux fils : Tassilo Bartram (1999) et Casimir Bartram ;
- Antonietta marquise Pallavicini (née à Ravensbourg le 9 janvier 1964), sans alliance ;
- Gabriella marquise Pallavicini (née à Ravensbourg le 23 avril 1965), épouse en 2000 Ricardo Walter (né en 1955), dont un fils : Lucca Philipp Walter ;
- Giancarlo marquis Pallavicini (né à Ravensbourg le 8 avril 1967), épouse en 2016 Pauline Haniel, dont deux filles : Helena marquise Pallavicini (2018) et Florentine marquise Pallavicini (2020).

### Mort
Helene de Wurtemberg meurt le 22 avril 2021, au château d'Altshausen, à l'âge de 91 ans.

## Distinction
Helene de Wurtemberg est :
- Dame grand-croix de justice de l'ordre sacré et militaire constantinien de Saint-Georges.

## Titulature
- 2 février 1933 – 22 août 1961 : Son Altesse Royale la duchesse Helene de Wurtemberg ;
- 22 août 1961 – 22 avril 2021 : Son Altesse la marquise Helene Pallavicini.